# Faux-Villecerf
Faux-Villecerf település Franciaországban, Aube megyében. Lakosainak száma 215 fő (2022. január 1.). Faux-Villecerf Dierrey-Saint-Pierre, Mesnil-Saint-Loup, Prunay-Belleville, Saint-Lupien, Villadin és Aix-Villemaur-Pâlis községekkel határos.

## Népesség
A település népessége az elmúlt években az alábbi módon változott:
| Lakosok száma | 228  | 225  | 240  | 227  | 217  | 221  | 221  | 212  | 207  | 215  |
|               | 1968 | 1982 | 1990 | 2006 | 2013 | 2015 | 2017 | 2019 | 2020 | 2022 |